# Spinone
Spinone är en hundras från Italien. Den är en stående fågelhund av braque- och griffontyp. En hund av liknande typ finns avbildad 1469 av Andrea Mantegna (1431-1506) i Brudgemaket i Palazzo Ducale i Mantua (hunden ifråga har dock även identifierats som en vattenhund). 1683 beskrivs jaktgriffoner från Piemonte av Jacques Espée de Sélincourt i Le parfait chaseeur. Mer ingående beskrivningar fick spinonen 1828 av Bonaventura Crippa och 1887 av Ferdinando Delor som var en av grundarna av den italienska kennelklubben Ente Nazionale della Cinofilia Italiana (ENCI). 1944 erkändes rasen av ENCI. Efter andra världskriget var rasen nära utdöd men räddades efter en inventering av professorn Adriano Ceresoli. De få exemplaren som kunde hittas korsades med griffon d'arret à poil dur (korthals) och strävhårig vorsteh.
Spinonen är en utmärkt simmare, apportör och följer sin förare trofast. Den är en stabil och lugn hund med pondus, tålmodighet och energi. För att få högre utmärkelser på hundutställning måste en spinone har meriter från jaktprov för stående fågelhund.